# Liste von Flugzeugtypen
Die folgende Liste von Flugzeugtypen umfasst einen Ausschnitt der Starrflügelflugzeuge der Welt. Für Hubschrauber siehe Liste der Hubschraubertypen, für Tragschrauber siehe Liste der Tragschrauber.
Die Gesamtliste ist wegen ihrer Größe in folgende Teillisten untergliedert (alphabetisch sortiert nach Herstellern):
A–B | C–D | E–H | I–M | N–S | T–Z

## Namenskonventionen
Die Flugzeuge sind nach Hersteller, Typen und Versionen geordnet. 